# 사이릭스 Cx486DLC
사이릭스 Cx486DLC(Cyrix Cx486DLC)는 사이릭스가 개발한 x86 데스크탑 마이크로프로세서이다. 이것은 사이릭스의 두 번째 중앙 처리 장치 제품으로, 인텔의 부동소수점 장치와 경쟁하며 유사하거나 더 낮은 가격에 더 나은 성능을 제공하는 부동소수점 장치를 판매한 지 몇 년 후에 출시되었다. 1992년 6월에 컴퓨터 제조업체에 119달러의 가격으로 출시되었다.

## 사양
486DLC는 사이릭스의 486 데스크탑 중앙 처리 장치로, 인텔 486SX 및 DX와 경쟁하기 위한 것이다. 사이릭스를 위해 486DLC를 제조한 텍사스 인스트루먼트는 나중에 자체 칩 버전인 TI486SXL을 출시했는데, 이는 원래 사이릭스 디자인의 1KB에 비해 8KB의 내부 캐시를 갖추고 있다. 유사한 이름의 IBM 486DLC, 486DLC2, 486DLC3(Blue Lightning이라고도 함)은 종종 사이릭스 칩과 혼동되지만, 관련이 없으며 대신 인텔의 i486 디자인을 기반으로 한다.
이것은 후속작이자 더 유명한 사이릭스 Cx5x86과 마찬가지로 하이브리드 중앙 처리 장치로, 새로운 중앙 처리 장치(Intel 80486)의 기능을 통합하는 동시에 이전 모델(386DX)의 PGA132 소켓에 연결한다. 25, 33, 40 MHz의 속도로 작동한다.
486DLC는 486 명령어 집합과 1 KB의 온보드 L1 캐시를 추가한 386DX로 설명할 수 있다. 386DX 버스를 사용하기 때문에(16비트 사촌인 486SLC와 달리) 완전한 32-비트 칩이다. 386 및 486SX와 마찬가지로 온보드 코프로세서가 없지만, 486SX와 달리 인텔 387DX 또는 호환되는 숫자 x87 코프로세서를 사용할 수 있다. L1 캐시가 더 작기 때문에 486DLC는 클록 대 클록 기준으로 486SX와 경쟁할 수 없지만, 33 MHz 486DLC는 25 MHz 486SX와 보조를 맞출 수 있으며, 가격이 저렴하고 코프로세서를 추가하여 더 업그레이드할 수 있는 기능을 제공한다.
소규모 제조업체의 광고는 자사의 486DLC가 486SX를 탑재한 유명 브랜드 컴퓨터보다 우수하다고 선전했지만, 486DLC가 486SX에 비해 제공하는 유일한 장점은 코프로세서를 추가할 수 있다는 것이다. 486SX 사용자를 위한 인텔 487 "코프로세서"는 중앙 처리 장치 교체품으로, 다른 핀 배열을 가진 486DX이며, 원래 387보다 수백 달러 더 비쌌다.
인텔의 486 라인 가격이 하락함에 따라 사이릭스는 자사의 486SLC 및 DLC 중앙 처리 장치가 경쟁하기가 점점 더 어려워졌고, 1993년에 완전한 핀 호환 버전의 486SX 및 DX를 출시했다.
486DLC는 대규모 OEM 사이에서 널리 사용되지 않았지만, AMD 386DX-40 또는 사이릭스 486DLC-33이 저렴한 비용으로 486SX-25와 보조를 맞출 수 있다는 사실이 하드웨어 애호가 커뮤니티에서 널리 알려졌기 때문에 예산에 민감한 애호가들 사이에서 작은 팬층을 얻었다. 또한 작은 속도 향상을 위해 386 중앙 처리 장치의 대체품으로 사용되기도 했다. 그러나 486DLC는 직접적인 중앙 처리 장치 대체품으로 설계되지 않았으며, 원래 의도되지 않은 구형 보드에서 안정성 문제를 일으킬 수 있었다. "사이릭스 인식" 마더보드는 일반적으로 캐시 일관성을 유지하기 위해 몇 가지 추가 캐시 제어 라인을 가지며, 온보드 캐시를 활성화/비활성화하기 위한 BIOS의 중앙 처리 장치 레지스터 제어도 포함한다. 사이릭스는 나중에 386DX 시스템용 클록 더블 "직접 대체" 업그레이드 패키지인 Cx486DRu2를 출시했다. 이 키트에는 중앙 처리 장치와 CPU 소켓 사이에 위치하며 캐시 일관성을 위한 제어 라인을 제공하는 추가 "딩거스"와 함께 표준 486DLC가 포함되었다. 이러한 키트는 캐시 일관성 회로를 중앙 처리 장치 자체에 통합한 Cx486DRx2 중앙 처리 장치로 빠르게 대체되었다. Cx486DRx2는 1994년에 시장에 등장했지만, 이때까지 486은 이미 펜티엄으로 대체되고 있었다. 가격이 비싸고 진정한 인텔 486DX2에 비해 성능이 떨어진다는 점 때문에 판매 실적이 좋지 않았다. 업그레이드 중앙 처리 장치에 투자하는 것보다 새로운 486 마더보드를 구매하는 것이 더 저렴한 경우가 많았다.

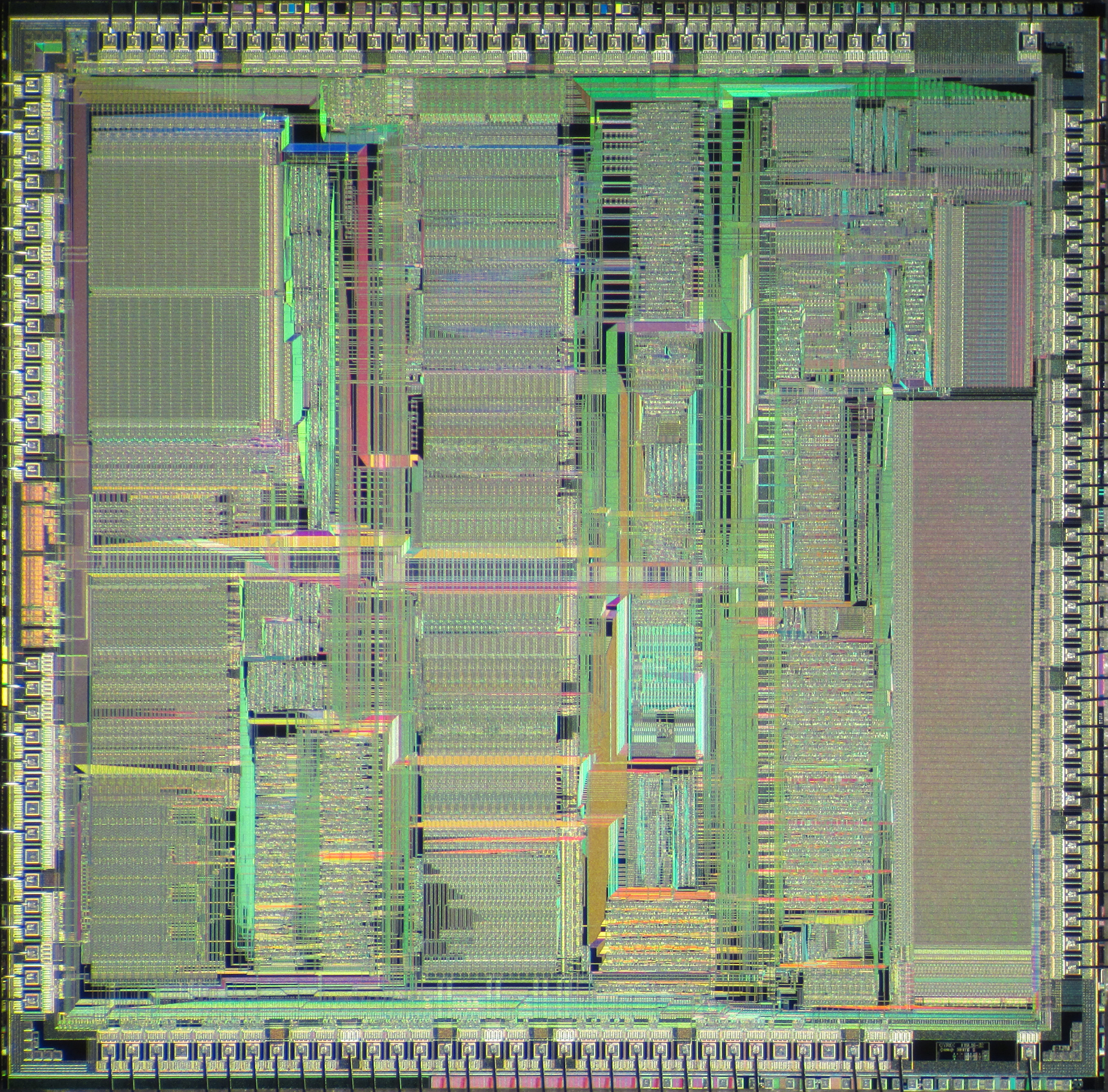
Cx486DLC 다이 샷
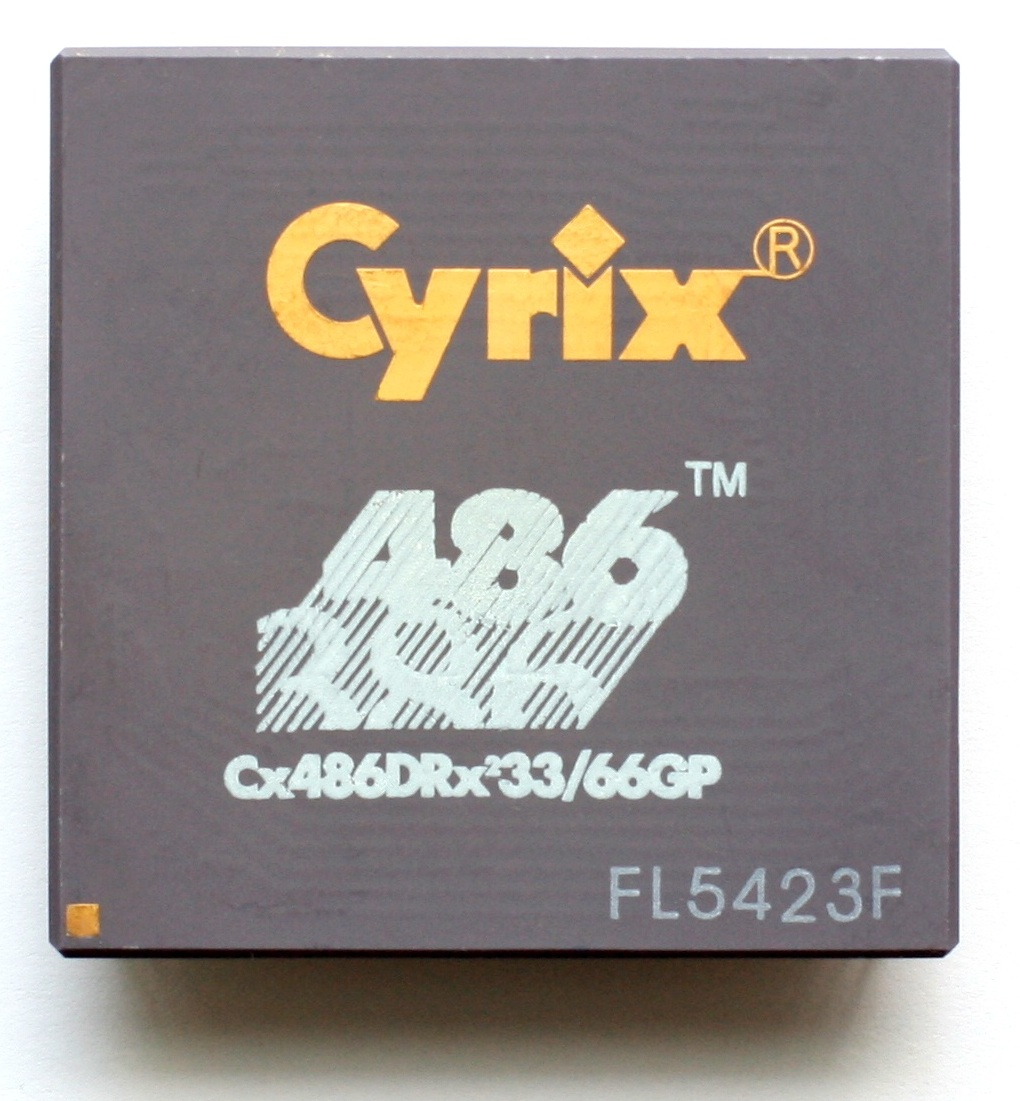
사이릭스 Cx486DRx2
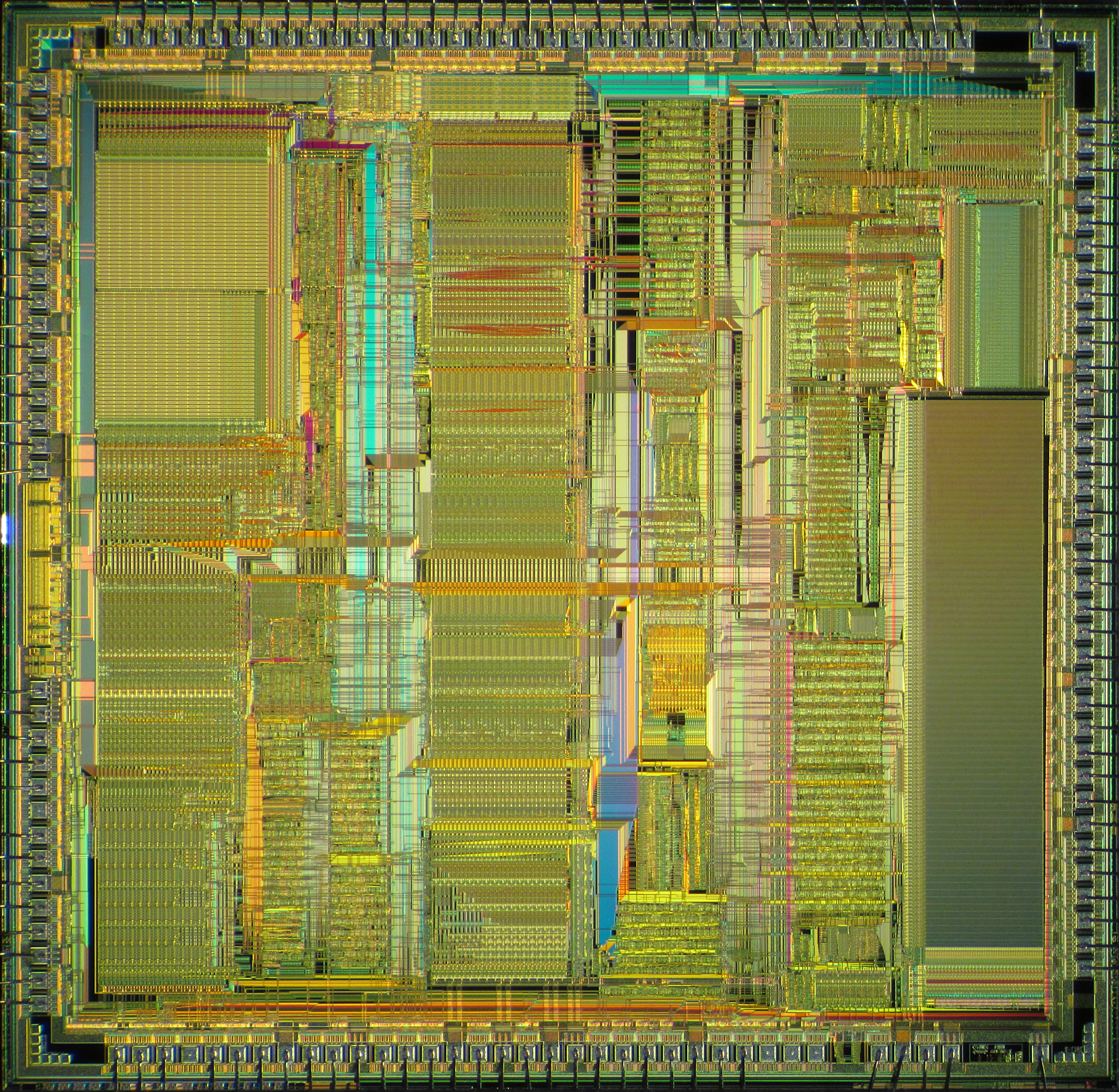
Cx486DRx2 다이 샷
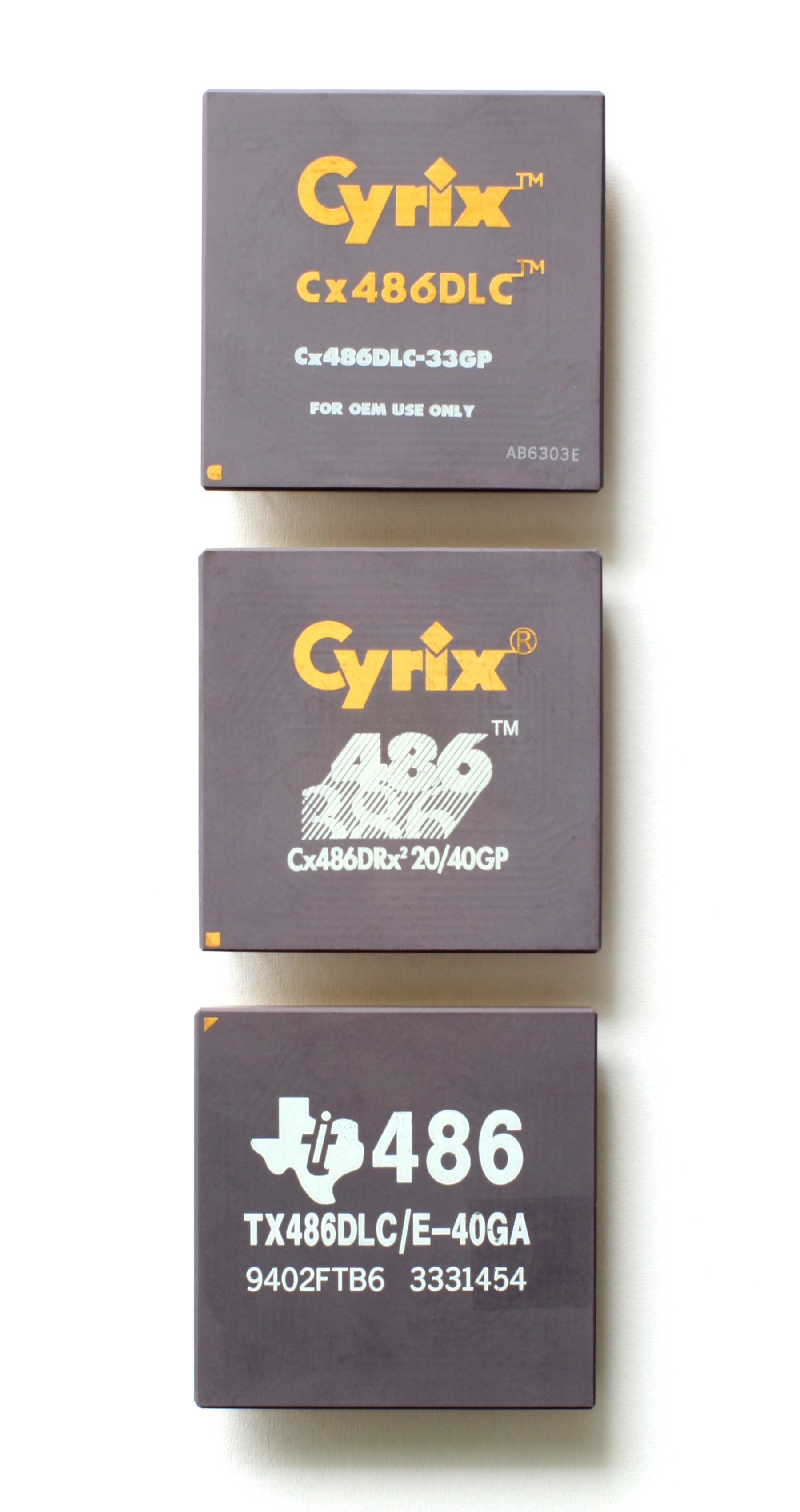
사이릭스 486DLC, 사이릭스 486DRx2, TI 486DLC/E
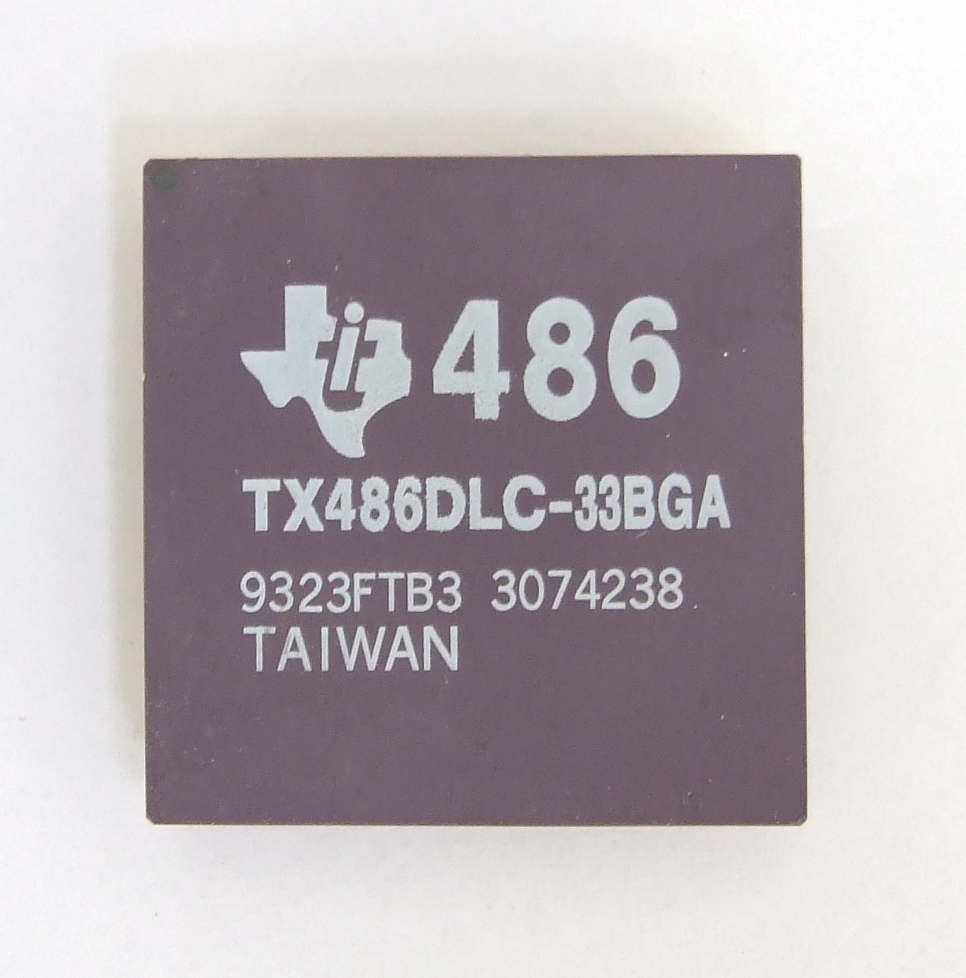
TI TX486DLC

## 버전

### TI486DLC
| 모델              | 버스 속도 | 주파수 | 캐시 | 전압 | 참고                                                    |
| ----------------- | --------- | ------ | ---- | ---- | ------------------------------------------------------- |
| TX486DLC-25-GA    | 25 MHz    | 25 MHz | 1 KB | 5V   | 132-핀 핀 그리드 배열 패키지.                           |
| TX486DLC-33-BGA   | 33 MHz    | 33 MHz | 1 KB | 5V   | 132-핀 핀 그리드 배열 패키지.                           |
| TX486DLC/E-33-GA  | 33 MHz    | 33 MHz | 1 KB | 5V   | 향상된 전원 관리, 132-핀 핀 그리드 배열 패키지.         |
| TX486DLC/E-V33-GA | 33 MHz    | 33 MHz | 1 KB | 3.3V | 향상된 전원 관리, 저전압, 132-핀 핀 그리드 배열 패키지. |
| TX486DLC-40-BGA   | 40 MHz    | 40 MHz | 1 KB | 5V   | 132-핀 핀 그리드 배열 패키지.                           |
| TX486DLC/E-40-GA  | 40 MHz    | 40 MHz | 1 KB | 5V   | 향상된 전원 관리, 132-핀 핀 그리드 배열 패키지.         |

### TI486SXL
TI486SXL은 텍사스 인스트루먼트의 Cx486DLC 버전이었다. 원래 1KB에 비해 8KB의 캐시와 32비트 버스를 가지고 있었다.
| 모델 | 버스 속도  | 주파수 | 캐시 | 전압     | 참고                                       |
| --- | ---------- | ------ | ---- | -------- | ------------------------------------------ |
| TI486SXL-040S-GA                                                                                                | 20-40 MHz† | 40 MHz | 8 KB | 5V       | 132-핀 핀 그리드 배열 패키지.              |
| TI486SXL2-050S-GA                                                                                               | 25 MHz     | 50 MHz | 8 KB | 5V       | 132-핀 핀 그리드 배열 패키지.              |
| TI486SXL-040-PCE                                                                                                | 20-40 MHz† | 40 MHz | 8 KB | 5V       | 144-핀 TEP 패키지.                         |
| TI486SXL-G40-HBN                                                                                                | 20-40 MHz† | 40 MHz | 8 KB | 3.3, 5V• | 144-핀 QFP 세라믹 패키지.                  |
| TI486SXL2-G50-HBN                                                                                               | 25 MHz     | 50 MHz | 8 KB | 3.3, 5V• | 144-핀 QFP 세라믹 패키지.                  |
| TI486SXL-040-HBN                                                                                                | 20-40 MHz† | 40 MHz | 8 KB | 5V       | 144-핀 QFP 세라믹 패키지.                  |
| TI486SXL2-050-HBN                                                                                               | 25 MHz     | 50 MHz | 8 KB | 5V       | 144-핀 QFP 세라믹 패키지.                  |
| TI486SXL-G40-GA                                                                                                 | 20-40 MHz† | 40 MHz | 8 KB | 3.3, 5V• | 168-핀 핀 그리드 배열 패키지.              |
| TI486SXL2-G50-GA                                                                                                | 25 MHz     | 50 MHz | 8 KB | 3.3, 5V• | 168-핀 핀 그리드 배열 패키지.              |
| TI486SXL2-G66-GA                                                                                                | 33 MHz     | 66 MHz | 8 KB | 3.3, 5V• | 168-핀 핀 그리드 배열 패키지.              |
| TI486SXL-V40-GA                                                                                                 | 20-40 MHz† | 40 MHz | 8 KB | 3.3V     | 저전력 버전, 168-핀 핀 그리드 배열 패키지. |
| TI486SXL2-V50-GA                                                                                                | 25 MHz     | 50 MHz | 8 KB | 3.3V     | 저전력 버전, 168-핀 핀 그리드 배열 패키지. |
| TI486SXL-040-GA                                                                                                 | 20-40 MHz† | 40 MHz | 8 KB | 5V       | 168-핀 핀 그리드 배열 패키지.              |
| TI486SXL2-050-GA                                                                                                | 25 MHz     | 50 MHz | 8 KB | 5V       | 168-핀 핀 그리드 배열 패키지.              |
| † - 비 클록 더블 40MHz 또는 클록 더블 20/40MHz에서 작동 가능. • - 3.3V에서 작동하지만 5V 작동을 허용할 수 있다. |            |        |      |          |                                            |

### Cx486DRx2
| 모델            | 버스 속도 | 주파수 | 캐시 | 전압 | 참고                                                            |
| --------------- | --------- | ------ | ---- | ---- | --------------------------------------------------------------- |
| Cx486DRx2-25/50 | 25 MHz    | 50 MHz | 1 KB | 5V   | DLC의 업그레이드 버전, 386DX-16, 20, 또는 25 MHz 시스템과 호환. |
| Cx486DRx2-33/66 | 33 MHz    | 66 MHz | 1 KB | 5V   | DLC의 업그레이드 버전, 386DX-33 MHz 시스템과 호환.              |

## 같이 보기
- 사이릭스 Cx486SLC - 486DLC의 노트북 컴퓨터 버전.